# Bouaflé
Bouaflé es un departamento de la región de Marahoué, Costa de Marfil. En mayo de 2014 tenía una población censada de 409 683 habitantes.
Se encuentra ubicado en el centro del país, junto a la orilla occidental de la presa de Kossou y del río Bandama.
Es el lugar de nacimiento de la atleta Marie-Josée Ta Lou (1988-).